# Српски књижевни гласник
Српски књижевни гласник је један од најзначајнијих српских књижевних часописа. Излазио је у два наврата, у Београду од фебруара 1901. до јула 1914. и у новој серији од септембра 1920 до априла 1941. Публикован је два пута месечно у више књига годишње, тако да су до 1914. изашле 32 књиге у 323 свеске и од 1920. до 1941. 62 књиге у 495 свезака.
Часопис је покренуо Богдан Поповић и уз помоћ одбора уређивао га је до 1905, када су уредништво преузели Павле Поповић (1905−06) и Јован Скерлић (1905−1914). Нову серију 1920. покрећу Богдан Поповић и Слободан Јовановић и једно време је уређују, да би се касније уз широки редакцијски одбор, уредници мењали. Између осталих, то су били Светислав Петровић, Миодраг Ибровац, Милан Богдановић, Милан Предић, и Божидар Ковачевић. Часопис кроз 40 година свога излажења остаје један од водећих књижевних часописа у Србији. Највећу заслугу за физиономију часописа имају његови први уредници браћа Поповић и Јован Скерлић, који су и активно сарађивали у њему, окупљајући око себе многе истакнуте писце. Негујући књижевну форму строгог избора прилога, Српски књижевни гласник је успео да оствари и богатство садржаја. У часопису су објављивани прозна дела и поезија најбољих домаћих писаца, избор страних дела са добрим преводима, као и чланци из области друштвених наука, књижевности и уметности које су писали неоспорни познаваоци.
У часопису дебитују и афирмишу се Стеван Сремац са Зоном Замфировом, Петар Кочић својом приповетком Кроз маглу, Бора Станковић Коштаном, Радоје Домановић Страдијом и Краљевићем Марком по други пут међу Србима, Иво Ћипико, Симо Матавуљ, песници Јован Дучић, Милан Ракић, Тин Ујевић, Алекса Шантић, Сима Пандуровић, Милутин Ускоковић Милутин Бојић и други, укључујући и писце из области науке и културе као што су Јован Цвијић, Александар Белић, Јаша Продановић и друге. Јован Скерлић је успео да окупи велики број младих писаца, ван Србије и да часопису да југословенски карактер.
Од 1920. нова редакција уређује часопис у духу грађанског либерализма и естетичких концепција оснивача Богдана Поповића, али пружа могућност да на страницама часописа дођу до изражаја таленти и вредности независно од уметничких струја и групација.
За 20 година излажења нове серије, Српски књижевни гласник има међу својим редовним сарадницима и Иву Андрића, Исидору Секулић, Момчила Настасијевића, Милана Богдановића, Десанку Максимовић, Гвиду Тартаљу, Растка Петровића, Бранка Лазаревића, Богдана Чиплића, Ристу Ратковића, Густава Крклеца, Милоша Црњанског, Бранимира Ћосића и друге.
У току 40 година свога излажења часопис је извршио велики утицај на развој српске књижевности. Престао је да излази 1941. године.